# Gornja Zaljut
Gornja Zaljut (en serbe cyrillique : Горња Заљут) est un village du sud du Monténégro, dans la municipalité de Cetinje.

## Démographie

### Évolution historique de la population
| 1948 | 1953 | 1961 | 1971 | 1981 | 1991 | 2003 |
| ---- | ---- | ---- | ---- | ---- | ---- | ---- |
| 415  | 308  | 279  | 208  | 52   | 27   | 17   |